# پپه آگیلار
پپه آگیلار (انگلیسی: Pepe Aguilar؛ زادهٔ ۷ اوت ۱۹۶۸) یک موسیقی‌دان اهل ایالات متحده آمریکا است. وی از سال ۱۹۸۰ میلادی تاکنون مشغول فعالیت بوده‌است.